# 遠隔操作型小型車
遠隔操作型小型車（えんかくそうさがたこがたしゃ）は、2023年4月1日から改正道路交通法（令和4年法律第32号）により公道走行が認められた新しいモビリティ形態である。この法改正は、自動運転技術の進展を背景に、歩道や車道の一部で使用可能な低速小型車両を導入する目的で実施された。
公道（歩道や車道の一部）を遠隔操作（自動運転技術を含む）によって自律走行する宅配ロボットや警備ロボットが想定されている。
一方、混同しがちな存在として、いわゆる電動車椅子やシニアカーを指す「移動用小型車」があり、これは別の区分となるが（乗用／非乗用、目視操作／遠隔操作、登録不要／要の違いなど）、道交法上「歩行者」として扱われる点やサイズや速度などの車両規格において共通する点もある（後述）。

## 概要
遠隔操作型小型車に該当するものとしては、主に遠隔操作で動作する車両が挙げられる（例：ROBO-HI（旧ZMP）社の宅配ロボット「DeliRO」、警備ロボット「PATORO」）。共通の特徴として、レーザーやカメラによる位置確認、ROBO-HI（旧ZMP）社のクラウドOS「IZAC」を用いた3Dマップによるナビゲーションなどがある。
警察庁の公式文書（遠隔操作型小型車の公式文書）を基に、「移動用小型車」（いわゆる電動車椅子やシニアカーに準じた、道交法上「歩行者」として扱われる乗り物）とあわせ、要件をまとめる。
| 項目           | 詳細                                                                |
| -------------- | ------------------------------------------------------------------- |
| サイズ制限※    | 長さ≦120cm、幅≦70cm、高さ≦120cm（センサー等を除く）                 |
| 速度制限       | 最大6km/h（20mトラックで測定、V=36/T）                              |
| エンジンタイプ | 電動機のみ使用可能、他エンジン禁止                                  |
| 緊急停止装置   | 押しボタン式、前面・背面からアクセス可能、高さ≧60cm、赤色で黄色境界 |
| 鋭利な突出部   | 8mm超の突出部や鋭利なエッジ、バリ禁止                               |
| TSマーク       | 型式認定を受けた車両に付与可能、統一性を示す                        |

※遠隔操作型小型車については、センサー、カメラその他の通行時の周囲の状況を検知するための装置及びヘッドサポートを除いた部分の高さ
※移動用小型車については、ヘッドサポートを除いた部分の高さ
これらの仕様は、歩行者との安全性を確保するための基準として設定されている。

## 法規と規制
法的な枠組みは、2022年の道路交通法改正（令和4年法律第32号、公布2022年4月27日、施行2023年4月1日）に基づく。経済産業省の文書（政策と開発に関する文書）によると、この改正は「コロナ克服・新時代開拓のための経済対策」（2021年11月19日閣議決定）で提唱された自動配送サービスの制度整備の一環である。運用規則では、車両は歩道や歩車分離のない道路、路肩のある道路で使用可能で、歩行者と同様の交通ルールを遵守する必要がある（例：信号遵守、横断歩道での横断、歩行者への優先）。
警察は危険防止のために車両を停止または移動させる権限を持つ。
登録要件として、都道府県公安委員会への事前登録が義務付けられており、ユーザー名、ルート、遠隔操作場所、緊急停止装置の位置、車両モデル・仕様の記載が必要。また、型式認定制度（第39条の6関連）が導入され、製造者や販売者は認定を受ける必要がある。公聴期間（2022年10月28日～11月26日、16件の意見）では、6km/hの安全性の懸念や企業登録書類の要件（住民票の写しは任意、法人登記簿で十分）などが議論された。

## 経緯
開発の背景は、2010年代からの自動運転技術の進展にある。アメリカではGoogle社が自社開発を始め、日本では産官学連携によるオールジャパン体制で実証試験と法整備が進んだ。これらの技術を歩道走行可能なモビリティに適用する目的で「遠隔操作型小型車」が誕生した。実証試験は全国で行われ、大きな問題は報告されていない。

## 実用性
現在の使用状況では、ROBO-HI（旧ZMP）社の「DeliRO」、「PATORO」（一般にイメージされる自動運転技術又は遠隔操作により動作する宅配ロボットもしくは警備ロボット）、「RakuRo」（乗用タイプのためいわゆるシニアカーを連想するが、自動運転技術又は遠隔操作によるものであり、本項で扱う「遠隔操作型小型車」に該当する。なおメーカーはユースケースとして「動物園や遊園地（つまり私有地内）などエンターテインメント系の需要」を主体に据えている）など、具体的な事例が東洋経済の記事で紹介されている。
いずれも通行開始の1週間前までに公安委員会への届出が必要とされ、地域レベルの運用例が示されている。
2023年4月以降、これらの車両は道路運送車両法の「運送車両」に該当しないため、自賠責保険の対象外となり、契約解除が可能とされている。保険会社は現在「原動機付自転車」として扱っており、該当車両の特定が難しいため、解除希望者は保険会社に相談する必要がある。

### 比較表
以下参考までに「遠隔操作型小型車」と「移動用小型車」の比較表を示す。
| 項目             | 遠隔操作型小型車 | 移動用小型車 |
| ---------------- | --- | --- |
| 定義             | 遠隔操作で制御される小型車両（例：宅配ロボット）。 | 個人移動用（例：電動車椅子、シニアカー）。 |
| 主な用途         | 宅配、警備、短距離輸送。 | 個人移動、特に高齢者や障害者の移動支援。 |
| サイズ制限       | 長さ120cm以下、幅70cm以下、高さ120cm以下（センサー除く）。 | 長さ120cm以下、幅70cm以下、高さ120cm以下（センサー除く）。 |
| 速度制限         | 最大6km/h以下。 | 最大6km/h以下。 |
| 法的な扱い       | 歩行者として扱われる（遠隔操作者を除く）。 | 歩行者として扱われる。 |
| 運転免許         | 不要。 | 不要。 |
| ナンバープレート | 不要。 | 不要。 |
| 届出の必要性     | 事業者による公安委員会への届出※が必要。 （※但し、以下の場合は届出不要。 ・遠隔操作を行わず遠隔操作型小型車に乗車している人が自分で操作して通行する場合 ・遠隔操作小型車をすぐに停止させることができる距離にいる人が遠隔操作を行い、道路を通行させる場合 等） | 届出不要。 |
| 乗員             | 一般的な用途では不要（但し乗用タイプあり）。 | 必要（本人が操作する）。 |
| 2人乗りの可能性※ | 明文規定なし。（※2人乗りは法規上明示的に禁止されていないが、サイズ制限、低速走行による実用性の低さ、 潜在的安全リスクから、実際には実施困難であり、事業者や利用者の常識的判断に委ねられている。）                                                            | 明文規定なし。（※2人乗りは法規上明示的に禁止されていないが、サイズ制限、低速走行による実用性の低さ、 潜在的安全リスクから、実際には実施困難であり、事業者や利用者の常識的判断に委ねられている。） |

※立ち乗りによる3人乗りを可能にした「iino type S712」（ゲキダンイイノ合同会社製）も存在するが、もとからある同社の複数タイプ（5人乗りのSタイプ、6人乗りのRタイプ）の自律走行ロボットを「高輪ゲートウェイシティ」という計画都市内での使用に耐えるよう改良した実証実験的性格の段階のものであり、それ以外での遠隔操作型小型車としての型式認定を得たかは不明。